# پیت دریک
پیت دریک (انگلیسی: Pete Drake؛ ۸ اکتبر ۱۹۳۲ – ۲۹ ژوئیهٔ ۱۹۸۸) یک موسیقی‌دان اهل ایالات متحده آمریکا بود.